# Jaucourt
Jaucourt ist eine französische Gemeinde mit 141 Einwohnern (Stand 1. Januar 2022) im Département Aube in der Region Grand Est; sie gehört zum Arrondissement Bar-sur-Aube und zum Kanton Bar-sur-Aube.

## Geschichte
Die Baronie Jaucourt wurde 1597 von König Heinrich IV. mit der Grafschaft Beaufort zusammengelegt und zum Herzogtum Beaufort erhoben.

### Bevölkerungsentwicklung
| Jahr      | 1962 | 1968 | 1975 | 1982 | 1990 | 1999 | 2006 | 2011 | 2018 |
| --------- | ---- | ---- | ---- | ---- | ---- | ---- | ---- | ---- | ---- |
| Einwohner | 137  | 144  | 128  | 176  | 176  | 171  | 181  | 170  | 165  |